# You are my secret
「you are my secret」（ユー・アー・マイ・シークレット）は、デイト・オブ・バースの2枚目のシングル。

## 解説
フジテレビ系ドラマ「あなただけ見えない」の主題歌に起用され、ヒットを記録。カップリングの「summer of love」も同ドラマの挿入歌に使用されている。

## 収録曲
※全曲 作詞：NORICO／ROY GARNER、作曲：ISAO SHIGETO、編曲：DATE OF BIRTH
1. you are my secret
2. summer of love